# Michail Illarionowitsch Kutusow

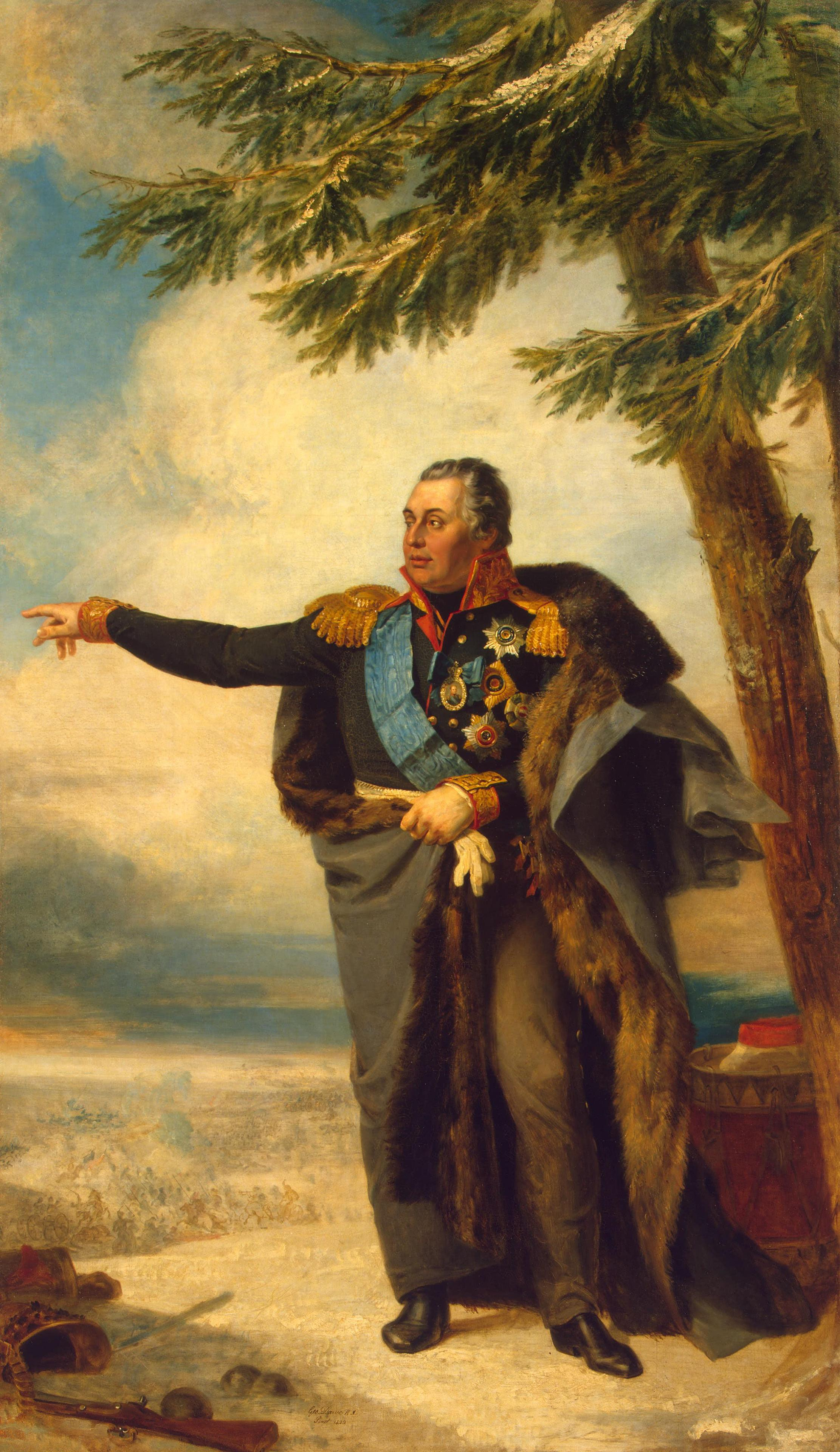
Kutusow, Gemälde von George Dawe, 1829

Fürst Michail Illarionowitsch Kutusow-Smolenski (russisch Михаил Илларионович Кутузов-Смоленский, wiss. Transliteration Michail Illarionovič Kutuzov-Smolenskij; * 5. Septemberjul. / 16. September 1745greg. in Sankt Petersburg, Russland; † 16. Apriljul. / 28. April 1813greg. in Bunzlau, Preußen) war ein russischer Feldmarschall. Er wurde durch den Sieg über Napoleon Bonaparte im Vaterländischen Krieg 1812 berühmt.

## Leben
Als Sohn eines Ingenieurgenerals absolvierte er 1759 die Ingenieursschule, war als Lehrer für Mathematik tätig und trat 1761 in das Astrachaner Ingenieurregiment ein. Kutusow wurde 1762 dem Revaler (Tallinner) Generalgouverneur Großfürst Peter August als Flügeladjutant zugeteilt.
1778 heiratete Kutusow Jekaterina Bibikowa. Er nahm sowohl am Feldzug gegen die polnischen Konföderierten 1764/1765 teil als auch an den Russisch-Türkischen Kriegen, in denen er nach einer schweren Verletzung durch eine Kugel sein rechtes Auge verlor. Als Generalmajor kommandierte er während der Belagerung von Ismajil am 22. Dezember 1790 die östliche Angriffskolonne. General Suworow erwähnte in seinem Bericht ausdrücklich Kutusows Mut und Können beim Sturm auf diese Festung.
Von 1792 bis 1794 war Kutusow russischer Gesandter in Konstantinopel sowie offizieller Vertreter Russlands auf internationalen Konferenzen. Die Jahre 1794 bis 1799 verbrachte er als Leiter des Landkadettenkorps und als Inspekteur der Truppen in Finnland. 1798 wurde er zum General der Infanterie befördert. In den Jahren 1799 bis 1801 und 1801/02 fungierte er als Militärgouverneur von Litauen beziehungsweise von Sankt Petersburg. Von 1802 bis 1805 war er in Ungnade gefallen.
Am 11. November 1805 errang er in der Schlacht von Dürnstein einen Sieg; dafür wurde er mit dem Großkreuz des Militär-Maria-Theresien-Ordens ausgezeichnet. 1805 war Kutusow Oberbefehlshaber des russischen Heeres in der Dreikaiserschlacht bei Austerlitz, in der er sich nur äußerst widerstrebend den Plänen des österreichischen Befehlshabers Franz von Weyrother beugte. Russland kämpfte dort an der Seite Österreichs gegen die Armee Napoleons in Mähren, musste sich jedoch geschlagen geben.
1806/07 war er Militärgouverneur von Kiew, 1808 Kommandierender General über ein Korps im Fürstentum Moldau, 1809 bis 1811 Militärgouverneur von Litauen und 1811 Kommandeur der Moldaufront, als der er erheblichen Anteil am Sieg gegen das Osmanische Reich hatte und Bessarabien für Russland eroberte.

## Vaterländischer Krieg

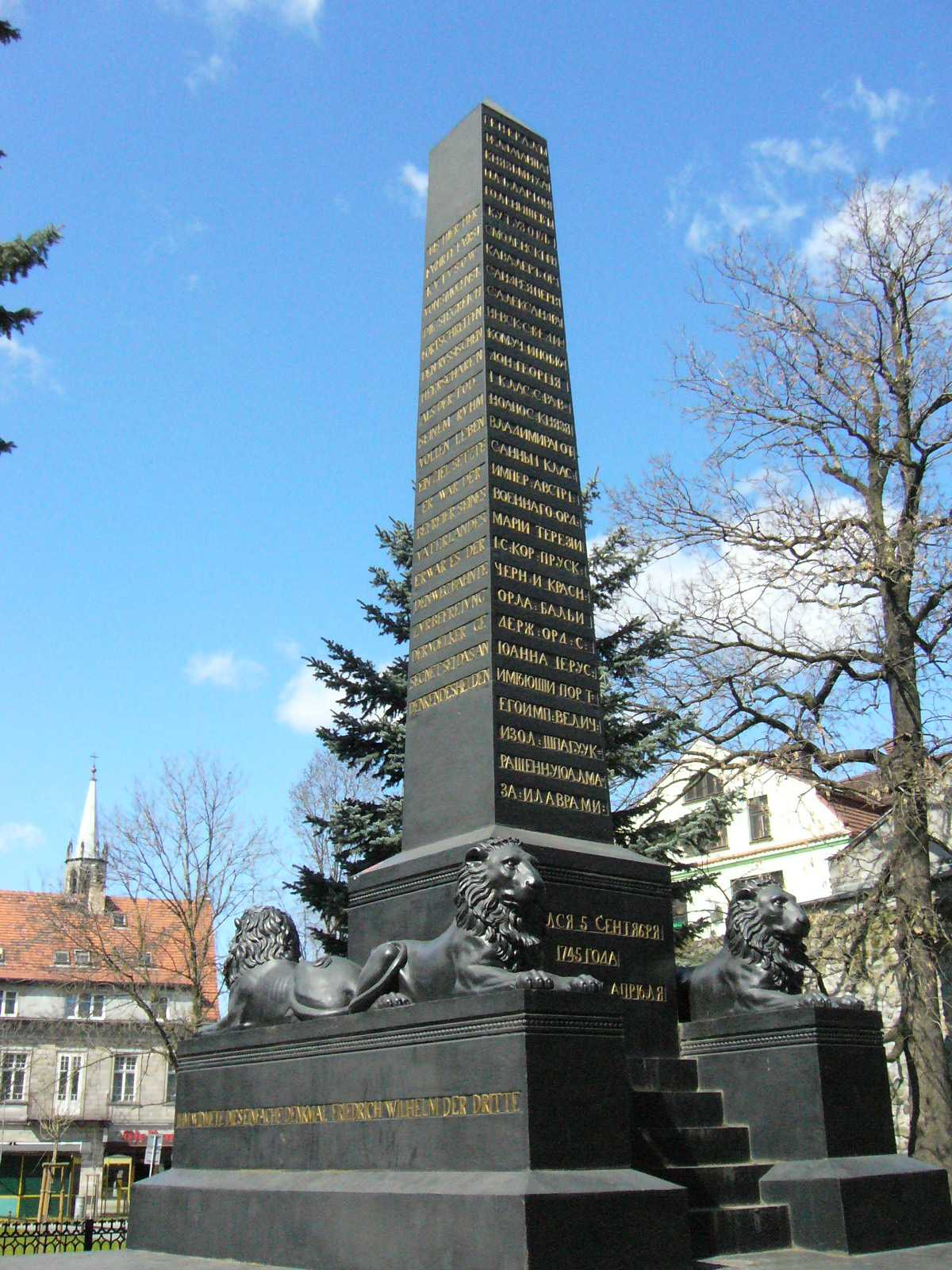
Kutusow-Obelisk, Bunzlau

Am 24. Juni 1812 marschierte Napoleon in Russland ein, womit der Vaterländische Krieg begann. Zu diesem Zeitpunkt befehligte Kutusow die 87.000 Mann zählende Donau-Armee. Die russischen Truppen unter Barclay de Tolly zogen sich jedoch immer weiter in die Weite des Landes zurück und verweigerten eine frühe offene Feldschlacht. Nach der Schlacht um Smolensk löste der 67-jährige Kutusow am 20. August Barclay de Tolly als Oberbefehlshaber der russischen Truppen im Kampf gegen Napoleon ab. Alexander I. wollte Kutusow nicht, beugte sich aber den Forderungen des russischen Adels, die Kutusow dem Deutschbalten vorzogen. Am 29. August stieß Kutusow bei Zarjowo-Saimischtsche zur Armee und befahl, den Ausbau der dortigen Stellungen zu beschleunigen. Kurze Zeit später befahl er den Rückzug. Am 7. September stellte er sich bei Borodino der Schlacht. Die Schlacht von Borodino verlief für beide Seiten äußerst blutig und verlustreich und endete mit einer russischen Niederlage. Kutusow zog sich mit seinen zahlenmäßig unterlegenen Truppen weiter zurück und gab sogar Moskau preis. Diese Entscheidung erfolgte am 18. September 1812 im Kriegsrat bei Fili westlich von Moskau. Der Kriegsrat wurde im Jahre 1880 vom russischen Maler Alexei Danilowitsch Kiwschenko festgehalten.
Durch den Pyrrhussieg bei Borodino gelang es Napoleon zunächst, ohne weiteren Kampf das verlassene Moskau einzunehmen, ohne dass darauf Verhandlungsangebote von der russischen Seite kamen. Von ursprünglich 594.000 Soldaten kamen nur 81.000 Mann zurück und 100.000 gerieten in Gefangenschaft. Von Zeitgenossen wurde Kutusow wegen seiner vorsichtigen Kriegsführung kritisiert; in der Sowjetunion wurde er hingegen später verherrlicht.
Im Oktober 1811 wurde er in den Grafenstand und im Dezember 1812 in den Stand eines Fürsten von Smolensk erhoben.
Der russische General Langeron schrieb 1812, als Kutusow die Donau-Armee verließ: „Kutusow ist abgereist, er hat uns alle bei seiner Abreise bewegt zurückgelassen. Er war sehr leutselig und selbst bewegt. Möge Gott ihm einen Feldmarschallstab, die Ruhe und dreißig Frauen bewilligen, aber dass er ihm nur keine Armee anvertraut.“
Adam Zamoyski schrieb über Kutusow: „Die historische Gestalt Kutusows verselbständigte sich. Der den Luxus liebende Fürst verwandelte sich in eine Art Bauernführer, der auf unklare Weise in Konflikt mit dem Zaren stehen sollte. Jeder seiner groben Fehler wurde als Kriegslist hingestellt, deren Ziel unbestimmt blieb, und jede hilflose Untätigkeit als genialer Schachzug.“ In den Augen Alexanders I. war Kutusow der Schuldige am Entkommen Napoleons über die Beresina. Dass dies für ihn folgenlos blieb, lag an dem Moskauer Adel, der Kutusow stützte.
Kutusow wurde bei Nachhutkämpfen im Frühjahrsfeldzug bei Tillendorf verwundet und starb am 28. April 1813 in Bunzlau als „Fürst Golenischtschew-Kutusow“. Kurz vor seinem Tod wurde er noch zum Oberbefehlshaber der preußisch-russischen Truppen berufen. Kutusow gilt in Russland als Held des Vaterländischen Krieges gegen Napoleon Bonaparte.
Kutusow wurde am 13. Juni 1813 in der Kasaner Kathedrale in Sankt Petersburg beigesetzt. Sein Grab befindet sich im nordöstlichen Teil der Kirche.

## Zitat
„Der Verfasser ... hat nächstdem nur das im Auge, was unmittelbar nach der Schlacht die Meinung im Heere von ihm war, und hiernach war er bei den einzelnen Szenen des großen Aktes fast eine Null. Er schien ohne innere Regsamkeit, ohne klare Ansicht der vorhandenen Umstände, ohne lebhaftes Eingreifen, ohne selbstthätiges Wirken. Er ließ diejenigen gewähren, welche die Sachen in Händen hatten und schien also für die einzelnen kriegerischen Handlungen nicht viel mehr zu sein als eine abstrakte Autoritat. ... 
Kutusow war also, wenn von dem eigentlichen persönlichen Wirken die Rede ist, weniger als Barklay (sein Vorgänger im Amt des Oberbefehlshabers), welches man hauptsächlich seinem höheren Alter zuschreiben muß. Aber nichtsdestoweniger war Kutusow an der Spitze des Ganzen viel mehr werth als jener. Schlaue Klugheit pflegt den Menschen auch im höchsten Alter nicht zu verlassen, und diese war auch dem Fürsten Kutusow geblieben, mit ihr überblickte er sein Verhältniß und das seines Gegners besser als Barklay mit seiner beschränkten Einsicht.“

## Gedenken

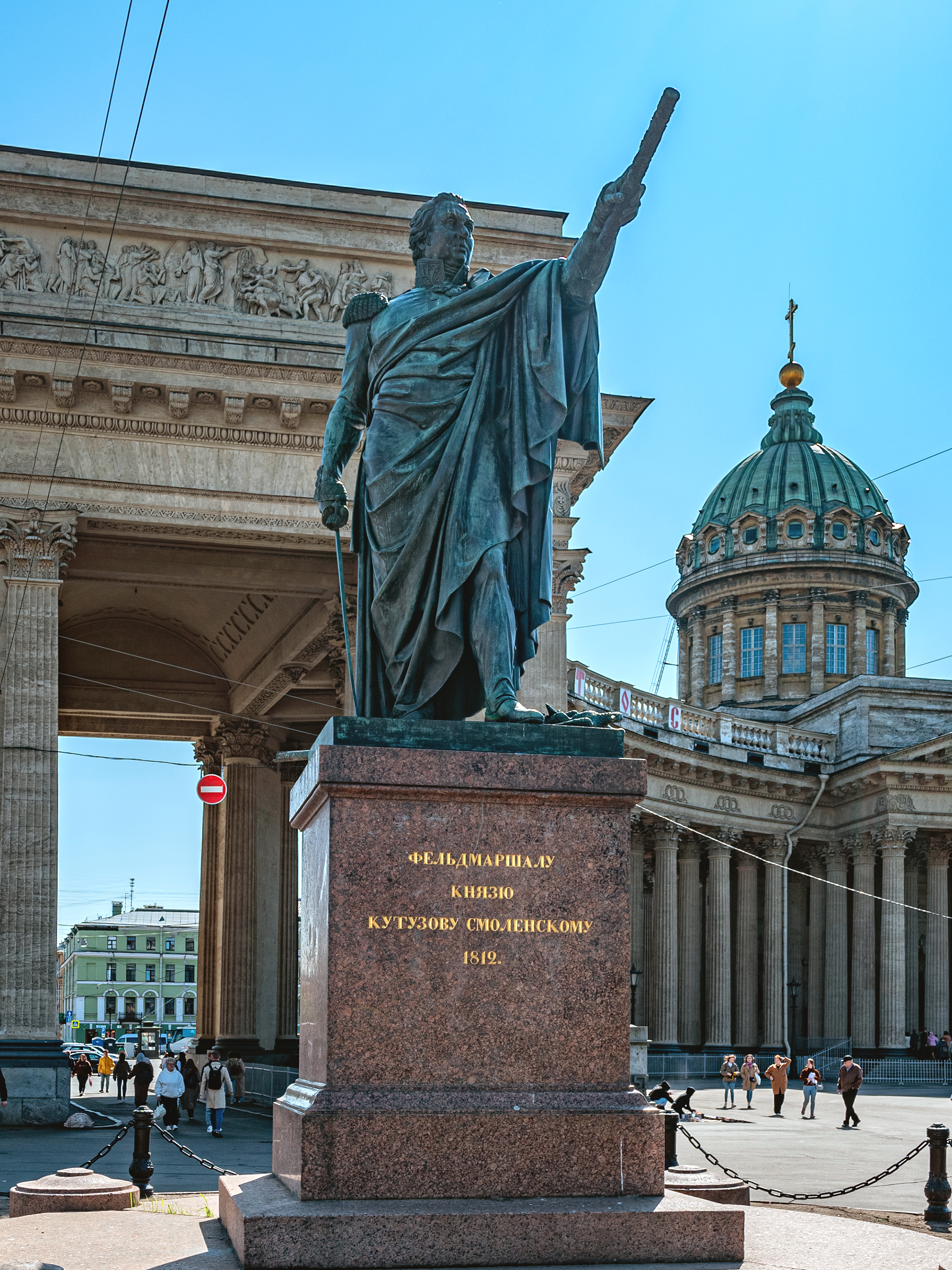
Kutusow-Denkmal in Sankt Petersburg

1837 wurde ihm ein Denkmal auf dem Kasaner Platz in Sankt Petersburg errichtet. Es wurde vom Architekten Wassili Petrowitsch Stassow entworfen und vom Bildhauer Boris Iwanowitsch Orlowski ausgeführt.
- Die Rolle Kutusows in der Dreikaiserschlacht von 1805 und im Befreiungskriege 1812 werden in dem Roman Krieg und Frieden von Lew Tolstoi thematisiert.
- In Tillendorf wurde ein Kutusow-Denkmal mit Inschrift errichtet.
- Ebenso in seinem Sterbeort Bunzlau. Dieses Denkmal wurde nach Entwurf des Architekten Karl Friedrich Schinkel durch den Bildhauer Johann Gottfried Schadow geschaffen. Es ist ein Obelisk mit vier Löwenfiguren auf dem Steinsockel. Es stand ursprünglich auf dem Bunzlauer Ring und wurde 1892/93 an die Schlosspromenade (seit 1945 ul. Bolesława Kubika) versetzt.[8]
- 1943 stiftete Stalin den Kutusoworden.
- Die Stadt Schirwindt in der preußischen Provinz Ostpreußen wurde 1946 in Kutusowo umbenannt.
- Der innerstädtische Teil der Moschaisker Landstraße in Moskau heißt seit 1957 Kutusow-Prospekt.
- Ein Schiff der russischen Schwarzmeerflotte und der Asteroid (2492) Kutuzov erhielten Kutusows Namen.
- Im ostpreußischen Friedland / Pravdinsk heißt die ehemalige Aachener Straße (seit der Ostpreußenhilfe im WK I) heute Kutusow-Straße (zwischen Marktplatz und ehemaligem Bahnhof)
- Die Operation Kutusow (auch bekannt als Orjoler Operation) im Deutsch-Sowjetischen Krieg wurde nach ihm benannt.

## Orden und Ehrenzeichen
- Schwarzer Adlerorden